# ジョージ・フロイド (白人警官に殺された黒人男性)
ジョージ・ペリー・フロイド・ジュニア（George Perry "Big" Floyd Jr., 1973年10月14日 - 2020年5月25日）はアメリカ合衆国ミネソタ州ミネアポリスで20ドルの偽札使用の容疑で逮捕される最中に、「心疾患と違法薬物による過剰興奮状態における法執行機関による逮捕時の拘束と頭頸部の圧迫の合併」で亡くなったアフリカ系アメリカ人である。
彼の死に反応して、彼の死そのものや、黒人へのこれまでの警官の暴力的対応への抗議デモが、全米や諸外国で急速に拡大し、略奪に発展した。
テキサス州ヒューストンに生まれ、高校や大学ではアメリカンフットボールやバスケットボールの選手だった。彼はいわゆるブルーカラーの労働者であり、またヒップホップアーティストとしても活動していた。また地元の宗教コミュニティでも指導的立場にいた。しかし、1997年から2005年までの間、彼は8つの罪を犯して有罪となっている。2009年に、2007年に犯した武装強盗の罪について答弁取引に応じ、4年間、刑務所で服役した。
2014年にミネアポリスに引っ越し、トラックのドライバーと警備員の仕事に就いた。2020年、コロナウイルスの世界的流行の影響で警備の仕事を失った。2020年5月25日、三種の薬物で興奮状態の中でタバコを買う際に偽札を使用したジョージは複数の心臓系疾患があった上に上記の薬物の影響が身体に出ていた。そこに手錠をかける際に過剰な押さえつけ・頭頸部圧迫を長時間加えたことで死亡した。

## 子供時代と教育
ジョージ・ペリー・フロイド・ジュニアはノースカロライナ州ファイエットビルでジョージ・ペリーとラーセニア・シシー・ジョーンズ・フロイドとの間に生まれ、ヒューストンの第三区にあるキュニー・ハウスと呼ばれる公営住宅で育ったが、そこは歴史的に黒人の多い地区であり町の中で最も貧困な地域であり、ブリックスという名称で知られていた。彼には6人の兄弟がいた。
フロイドの両親は離婚し、彼が2歳のときに彼の母親は子供たちを連れて赤レンガのキュニーホームズ公営住宅へ引っ越した。この町の第三区では多くの家庭が「貧困、ドラッグ、ギャング、暴力」の危険に日常的に曝されていた。フロイドは子供のころはペリーと呼ばれたが、また中学の頃すでに6フィート (180 cm)を超えていた身長の高さからビッグ・フロイドとも呼ばれ、スポーツを彼の生活を向上させるための希望だと感じていた。
イェーツ高校で、彼はバスケットボールチームではパワーフォワードとして、アメリカンフットボールのチームではタイトエンドとして活躍し、1992年に同校のチームをテキサス州のチャンピオンシップへ導くことに貢献した。9年生（中学3年生）の時に彼は同校のフットボール公式チームを創出し、また10年生（高校1年生）の時にはバスケットボールチームの共同キャプテンを務めた。1993年に彼は高校を卒業した。
ジョージ・フロイドは兄弟の中で初めての大学進学者であり、南フロリダコミュニティカレッジにアメフトの奨学金で2年間通い、バスケットボールチームでもプレーした。彼のスカウトであるジョージ・ウォーカーは「彼はスタメンで、1試合に12から14得点を獲得し、また7個や8個のリバウンドを取っていた」と語っている。彼は1995年にテキサスA＆M大学キングスヴィル校に編入し、そこでもバスケットボールをプレーしていたが後に退学した。友人や家族は彼の事をペリーと呼んで慕い、「ジェントル・ジャイアント（穏やかな巨人）」と形容した。彼は身長6フィート4インチ (193 cm)で、体重は223ポンド (101 kg)あった。

## 成人後
フロイドは1995年にテキサス州キングスヴィルからヒューストンへ帰り、車の改造の仕事に就いた。またクラブチームでバスケットボールをプレーした。1994年の始めにはスクリュード・アップ・クリックというヒップホップグループ内で、「ビッグ・フロイド」のネームでラッパーとして活動を始めた。ニューヨーク・タイムズの記者は彼の低音ボイスが織りなす韻を「チョッピン・ブレード」－オーバーサイズの外輪を持つ車を運転することーをスローモーションで再生しているかのような「強い意志を持」っていて、また「第三区（彼の生まれ育った場所）の誇り」だと書いた。
1997年から2005年までの間、フロイドはドラッグの不法所持や窃盗、不法侵入などを含む罪状で8回逮捕され、その結果6か月、10か月10日、15日、30か月の間続けて刑務所に収監された。2009年に彼は2007年に犯した殺傷能力の高い武器を使用した武装強盗の罪に関して答弁取引に応じ、懲役4年を言い渡された。彼は約4年にわたるダイボール刑務所での服役の後に、2013年1月に仮釈放された。
釈放後、彼はリザレクション・ヒューストンというキリスト教系宗教団体により深く関わるようになり、若者たちを指導した。また母親のシシーが心臓発作で倒れた際には、運動やリハビリの手助けをした。それから、ラッパーのトレー・ザ・トゥルースが立ち上げたエンジェル・バイ・ネイチャー基金が行うプロジェクトにも参加し、食事を運んだり様々な支援をした。後に彼は第三区からミネソタ州へ人を送り、ドラッグからの更生や就職支援サービスを行う教会団体のプログラムに関わるようになった。
2014年に、フロイドは仕事を探すためミネアポリス近郊のセントルイスパークへ引っ越し、トラックの運転手と警備員の職を得た。2017年には反銃・反暴力のプロモーションビデオを作成した。2017年から2018年にかけては、救世軍というキリスト教系慈善団体のハーバー・ライト・センターの警備員をした。2020年、彼はバーやレストランでの警備員の仕事をコロナウイルスの世界的流行の影響で失った。4月には彼自身コロナウイルスの陽性と診断され、数週間後に回復した。フロイドには、ヒューストンに住む6歳と22歳の娘を含む5人の子どもと、テキサス州ブライアンに住む一人の成人した息子がいた。前妻は彼の末娘と一緒にヒューストンに住んでいた。また、彼には2人の孫もいた。フロイドの葬儀の費用をまかない、彼の家族を支援するために立ち上げられたGoFundMeのアカウントは個人の募金数で同サイトの記録を破り一番となった。

## 死亡と司法解剖
2020年5月25日、フロイドはミネアポリス近郊、パウダーホーンパークにあるスーパーで20ドルの偽札を使用しようとした疑いで逮捕された。店員によると、紙幣は明らかに偽物であったが、フロイドは尋ねられた際に、購入したタバコを返却することを拒んだ。
フロイドは、白人警官のデレク・ショーヴィンが逮捕の際に、彼の首を8分46秒の間膝で押さえつけた後に死亡した。フロイドは手には手錠をかけられ、他の二人の警官がさらにフロイドの動きを拘束する中、顔を地面に向けた状態でうつ伏せになって押さえつけられていた。また4人目の警官は周囲の人々が止めに入ろうとするのを制止していた。最後の3分間、フロイドはすでに動かなくなっており脈もなかったが、それにもかかわらず警官らは彼を蘇生しようとしなかった。ショーヴィンは救急隊員が到着して彼を治療しようとする時でさえ彼の首をおさえ続けた。
検死の結果フロイドの死は身体の拘束によって引き起こされた心停止による殺人と判定された。毒物学者によって彼の体内からはいくつもの向精神物質が検出され、また監察医はフェンタニル中毒あるいは直前に使用されたメタンフェタミンが、直接的原因ではないにせよ、彼の死に重大な影響を与えたと記した。フロイドの家族によって依頼されマイケル・バーデンによって行われた二度目の検死では、様々な細胞や液体サンプルの使用が許可されないまま、首への圧迫が脳への血流を妨げ、背中の圧迫が呼吸を制限したことが、彼の死の「原因である力学的窒息であることは証拠と一致する」と結論付けられた。

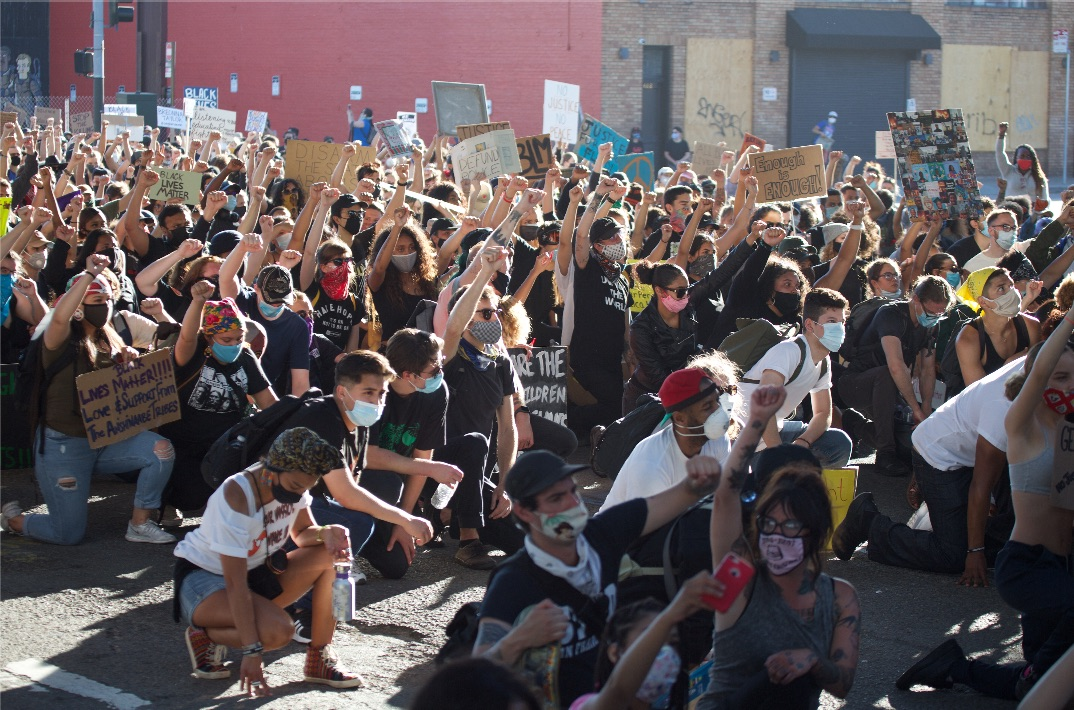
BLMの抗議運動

フロイドの死後、黒人の被疑者に対する警官の過剰な暴力の使用や警官の責任感の欠如に対して国内外で大規模な抗議デモが行われた。抗議デモは彼の死の翌日にミネアポリスで始まり、アメリカの50の全ての州や諸外国を含む計400以上の都市でのデモに発展した。

### 司法解剖結果で判明した持病と薬物服用
フェンタニールという過剰摂取危険のあるオピオイド系鎮痛剤、 メタンフェタミンやコカインなど違法薬物を服用しており、事件当時もその影響で興奮状態にあった。更に動脈硬化性心血管病の基礎疾患、心臓肥大、深刻な冠動脈狭窄症、鎌状赤血球貧血症など心臓を中心に複数の疾患を患っていた。そのため、司法解剖時に薬物が検出され、死因が頭頸部圧迫に加えて、「心疾患と違法薬物の使用が関与」していると診断されている。

## 死後の追悼

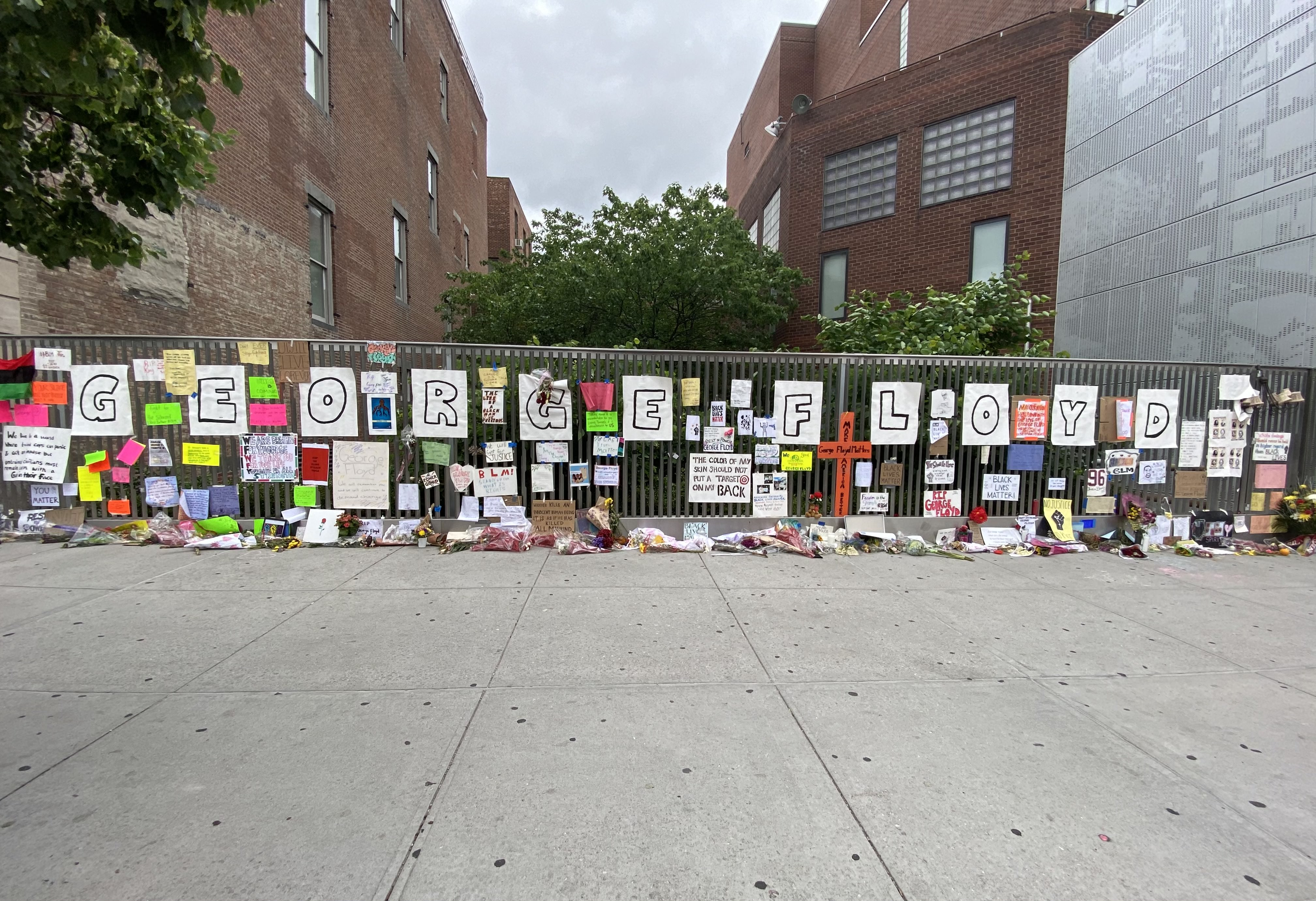
ジョージ・フロイドへの追悼文が大量に張られた壁

彼の死を悼み、世界中で様々な追悼式が催された。2020年6月4日には、ミネアポリスでのフロイドの追悼式でアル・シャープトンが弔辞を述べた。ノースカロライナ州では6月6日にパブリックビューイングやプライベートでの追悼式が行われ、ヒューストンでは6月8日と9日に追悼式が開かれた。フロイドはテキサス州ピアーランドで、母親の隣に葬られた。
フロイドの娘ジャナは葬儀に出席したジョー・バイデンに「うちのパパは世界を変えたんです」と話したという。
フロイドの名でカレッジや総合大学では様々な奨学金が発足し、ノールセントラル大学（同大学ではフロイドのための追悼式が開かれた）、アラバマ州立大学、オークウッド大学、ミズーリ州立大学、サウスイースト・ミズーリ州立大学、オハイオ大学、バッファロー州立大学、カッパーマウンテンカレッジ などがその一例である。
ストリートアーティストたちは世界中でフロイドを讃える壁画を描いた。ミネアポリスではフロイドは英霊として、ヒューストンでは天使として、またナポリでは血を流す聖人として描かれた。フェスティバル・オブ・ザ・ピープル（Féile an Phobail）およびビジット・ウェスト・ベルファストという団体の依頼により、イギリスの北アイルランドの首府であるベルファストにあるインターナショナルウォールに描かれた壁画では、ショーヴィンがフロイドの首に膝を落としている中、他の3人の警官がそれに背を向け、「見ざる、聞かざる、言わざる」の三猿を模してそれぞれ目、耳、口を手で覆う姿が、フロイドの大きな肖像画とともに描かれている。6月6日までに、壁画はマンチェスター、ダラス、マイアミ、イドリブ、ロサンゼルス、ナイロビ、オークランド、ストロンビーク＝ブヴェール、ベルリン、ペンサコーラ、ラ・メサを含む多くの都市で作られた。
アメリカ合衆国下院のシェイラ・ジャクソン・リーによりGeorge Floyd Law Enforcement Trust and Integrity Actという法案が提出された。これは警官による蛮行を減らし、国の警察活動の基準や責任の認定を確立することを目的としている。
ショーヴィンがフロイドの首に膝を押さえつけた時間の長さである8分46秒は、フロイドに敬意を示す「沈黙の時間」として記念的象徴となっている。
フロイドを6月13日のカバーストーリーにした英エコノミスト誌は、「彼が遺していったのは、社会制度の改革が行われるという豊かな保証だ」と述べている。
2021年3月13日までにジョージ・フロイドの遺産財団が設立された。ミネアポリス市議会は同日までに、和解金2700万ドルを遺産財団に対し支払う案を全会一致で承認した。

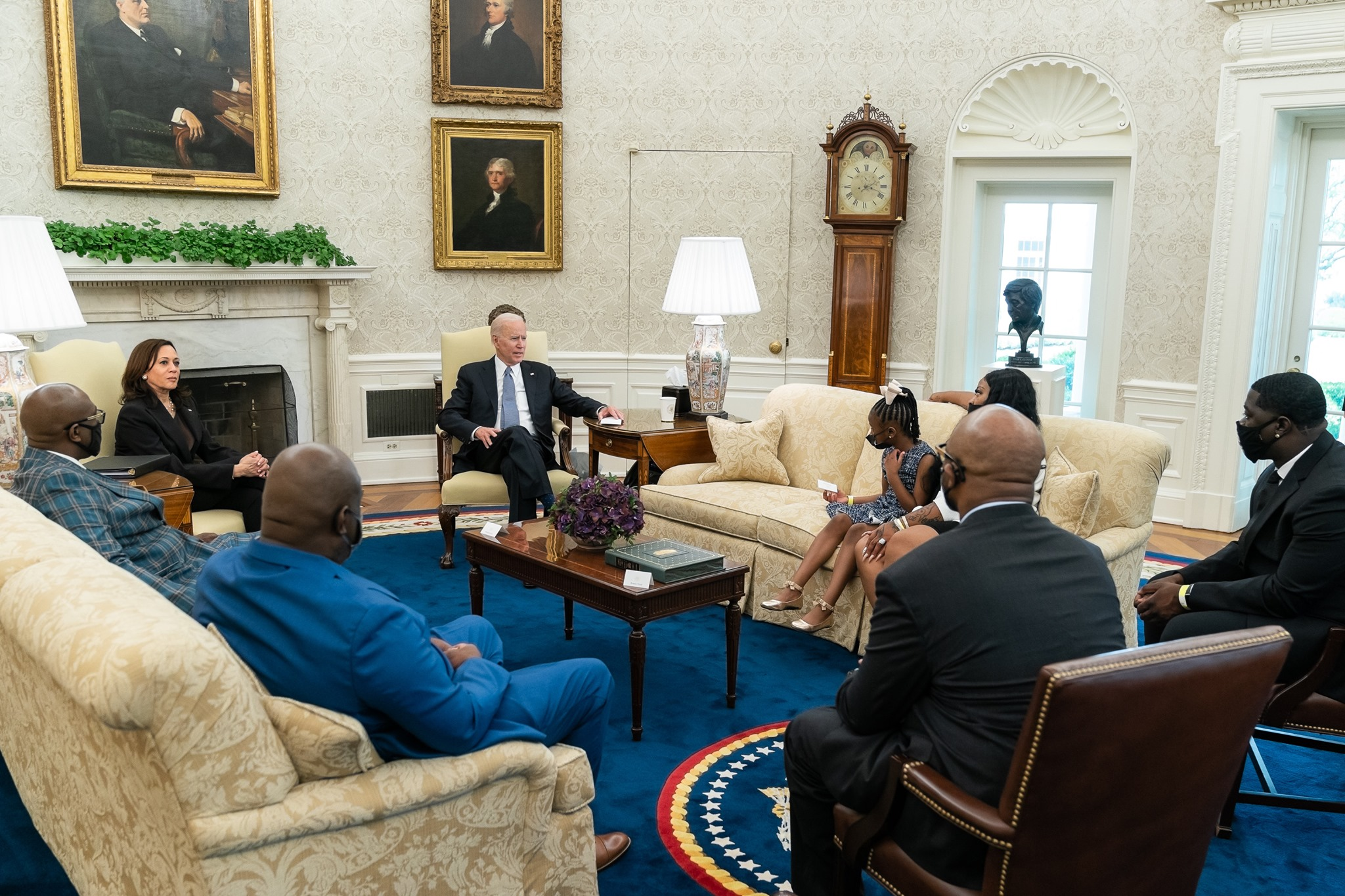
2021年5月25日、フロイドの家族と面会するバイデン大統領とハリス副大統領

5月25日、大統領ジョー・バイデンはフロイドの家族らとホワイトハウスで面会し「彼の殺害は1960年代の公民権運動以来の『抗議の夏』を生み出し、すべての人種と世代の人々を平和的に一つにした」とする声明を出した。また4月のバイデンの施政方針演説では「フロイドさんの命日までに、警察と市民の信頼関係の再構築や警察改革などを実現させたい」としていたが、法案が成立していないことについて「法案の議会での議論は続いている。（最終的に署名する）私の机に早く法案を届けてくれることを願っている」と述べた。
2021年10月にニューヨーク市内の公園に建てられたフロイドの銅像に白いペンキがかけられる事件が発生した。警察は懸賞金をかけて犯人の行方を追っている。